# NGC 6642
NGC 6642 est un amas globulaire situé dans la constellation du Sagittaire à environ 26 400 a.l. (8,1 kpc) du Soleil et à 5 550 a.l. (1,7 kpc) du centre de la Voie lactée. Il a été découvert par l'astronome germano-britannique William Herschel en 1784.

## Observation

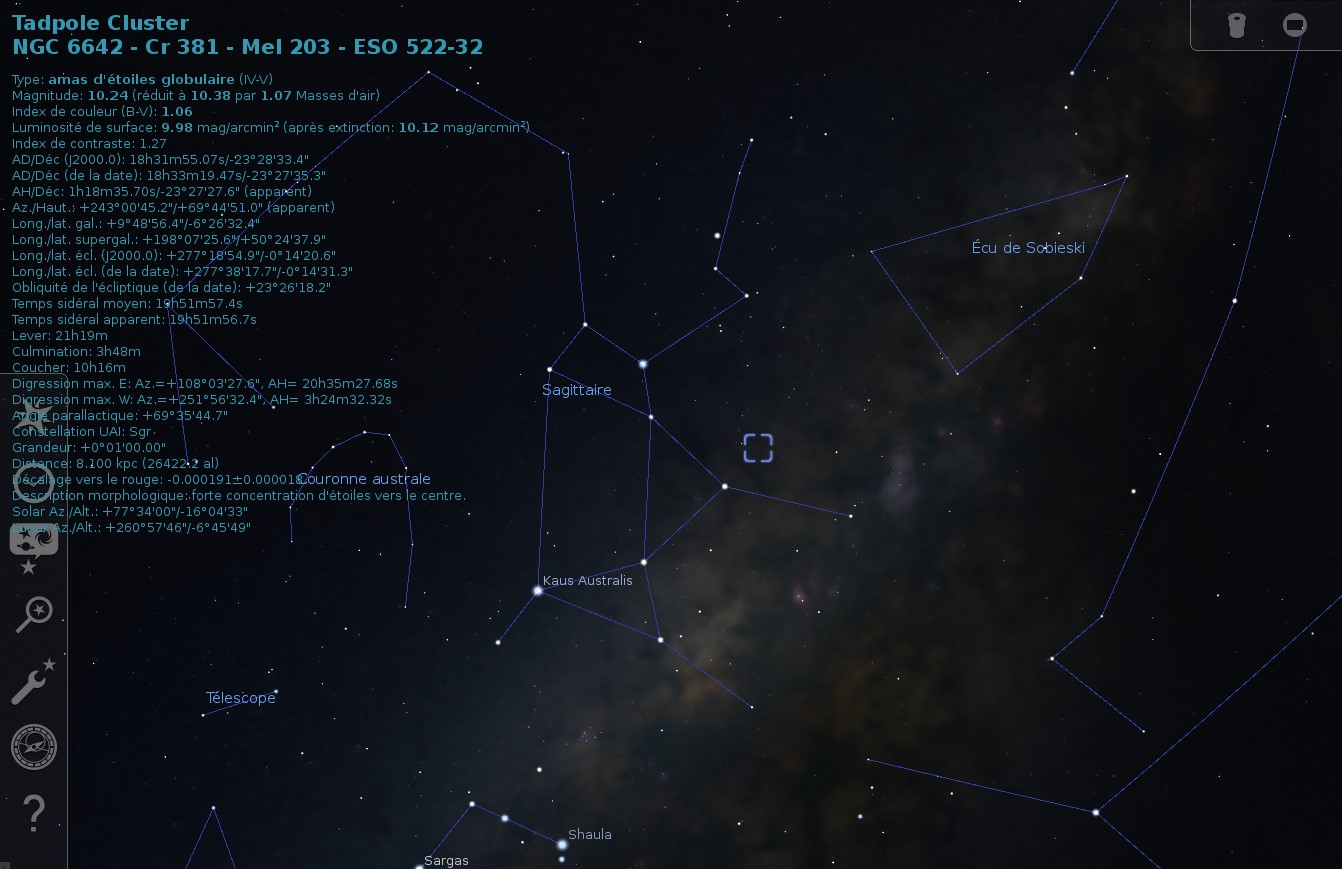
Localisation de NGC 6642 dans la constellation du Sagittaire.

NGC 6642 est dans la constellation du Sagittaire, tout près du système d'étoiles Gamma Sagittarii. Avec une magnitude apparente égale à 9,13, il n'est pas visible à l'œil nu. Cependant, on peut l'observer avec des jumelles. Présentant une ellipticité égale à 0,03, cet amas est presque sphérique.

## Caractéristiques

### Classe
La classe de concentration Shapley-Sawyer de NGC 6642 est IV,, une concentration intermédiaire assez riche.

### Vitesse
Selon les mesures les plus récentes réalisées par le satellite Gaia, la vitesse radiale héliocentrique de cet amas est égale à −33,23 ± 1,13 km/s,. La valeur indiquée par Harris est passablement plus grande, soit −57,2 ± 5,4 km/s.

### Métallicité, masse et âge
Selon une étude publiée en 2011 par J. Boyles et ses collègues, la métallicité de l'amas globulaire NGC 6642 est égale à -1,26 et sa masse est égale à 109 000 {\displaystyle M_{\odot }}. Dans cette même étude, la distance de l'amas est aussi estimée à environ 8,1 kpc (∼26 400 al).
La base de données Simbad indique une seule valeur de la métallicité, soit -1,20. Une métallicité comprise entre -1,26 et -1,20 signifie que la concentration en fer de NGC 6642 est comprise entre à 5,5%  et 6,3% de celle du Soleil.
Après le Big Bang, l'Univers étant surtout composé d'hydrogène et d'hélium, la métallicité était pratiquement nulle. L'univers s'est progressivement enrichi en métaux (éléments plus lourds que l'hélium) grâce à la synthèse de ceux-ci dans le cœur des étoiles. La métallicité des amas du halo de la Voie lactée varie d'un centième à un dixième de la métallicité solaire, ce qui signifie que ces amas se décomposent en deux sous-groupes, les relativement jeunes et les vieux. Selon sa métallicité, NGC 6642 serait donc un amas assez âgé et moyennement riche en métaux. Son âge est estimée à 12,3 ± 2,0 milliards d'années par Santos.

## Traînarde bleue
Environ une trentaine de traînardes bleues ont été observées dans une région située à environ 1,6 pc (∼5,22 al) du centre de l'amas.

## Galerie

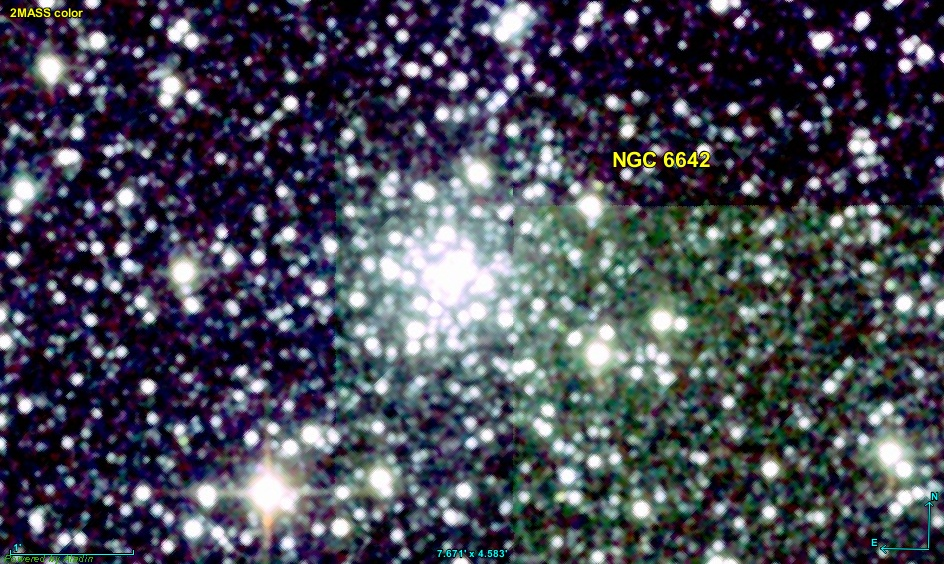
NGC 6642en infrarouge par le relevé 2MASS.
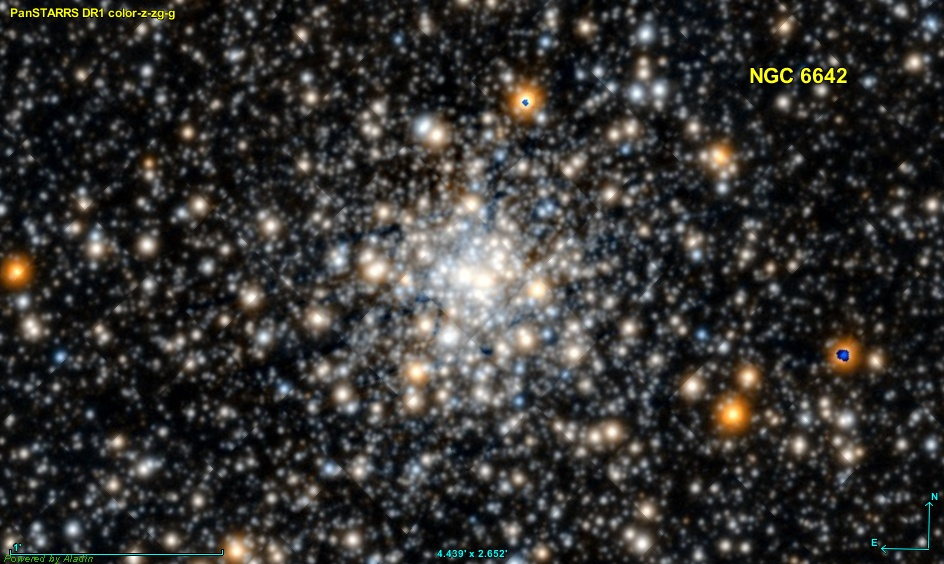
Image en lumière visible par le relevé Pan-STARRS.